# Can Fuster (Castellbisbal)
Can Fuster és un edifici de Castellbisbal (Vallès Occidental) protegit com a Bé Cultural d'Interès Local.

## Descripció
Es tracta d'un edifici de planta rectangular cobert a dos vessants afrontat al carrer Bellavista amb cantonada al carrer Anselm Clavé, de planta baixa i tres pisos. La façana principal està coronada per un front esglaonat amb una peça central on hi ha un rellotge de sol al mig. La façana està marcada pels eixos verticals de les tres obertures situades a la primera i segona planta amb balcons amb barana de ferro treballada al primer pis, però llisa al segon. L'últim pis, sota coberta, té una obertura formada per un triple finestral amb cadascuna de les obertures acabades per un arc de mig punt molt estret i una barana de ferro treballada.